# Pygochelidon melanoleuca
Pygochelidon melanoleuca là một loài chim trong họ Hirundinidae.